# Associazione Sportiva Taranto 1933-1934
Questa pagina raccoglie i dati riguardanti l'Associazione Sportiva Taranto nelle competizioni ufficiali della stagione 1933-1934.

## Rosa
| N. |                   | Ruolo | Calciatore         |
| -- | ----------------- | ----- | ------------------ |
|    | Italia (bandiera) | C     | Alfredo Baiardi    |
|    | Italia (bandiera) | P     | Adolfo Bolognini   |
|    | Italia (bandiera) | A     | Martino Castellano |
|    | Italia (bandiera) | C     | Dante Filippi      |
|    | Italia (bandiera) | D     | Giuseppe Gullè     |
|    | Italia (bandiera) | D     | Pietro Hess        |
|    | Italia (bandiera) | D     | Gastone Innocenti  |
|    | Italia (bandiera) | D     | Emilio Massironi   |
|    | Italia (bandiera) | C     | Ernesto Monti      |

| N. |                   | Ruolo | Calciatore         |
| -- | ----------------- | ----- | ------------------ |
|    | Italia (bandiera) | D     | Angelo Navone      |
|    | Italia (bandiera) | D     | Camillo Orsi       |
|    | Italia (bandiera) | A     | Mario Parisi       |
|    | Italia (bandiera) | A     | Salvatore Perrucci |
|    | Italia (bandiera) | A     | Aurelio Sculto     |
|    | Italia (bandiera) | D     | Angelo Toselli     |
|    | Italia (bandiera) | A     | Eugenio Tosini     |
|    | Italia (bandiera) | D     | Armando Toso       |